# Сміха

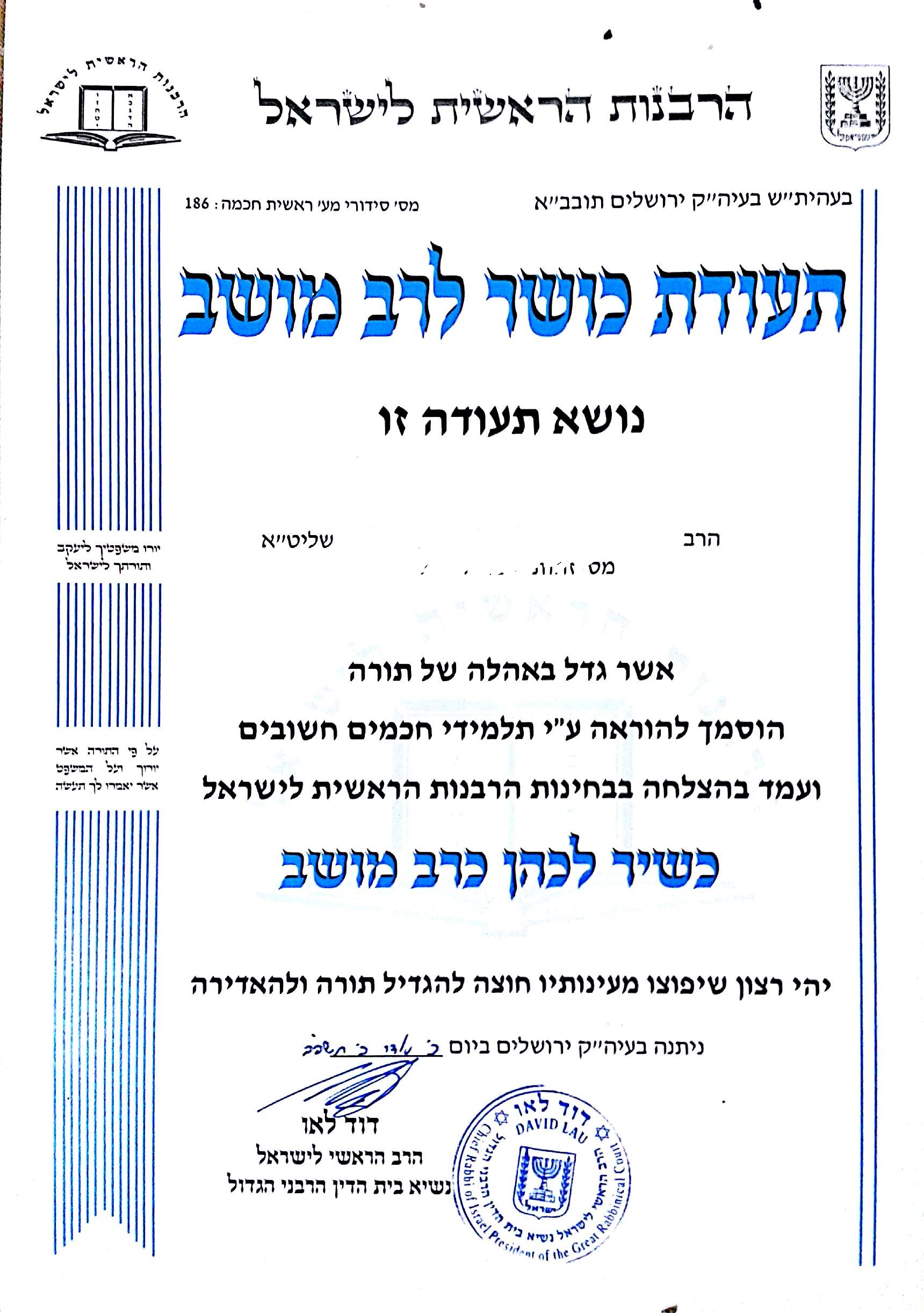
Сертифікат Теуда рав Великого Рабинського Суду виданий новопризначеному рабину Мошава.

Сміха (ів.: סְמִיכָה) — юдейське офіційне висвячення рукоположенням рабина після закінчення навчання та отримання сертифікату — теудат рав (ів.: תעודת רב).

## Етимологія
Сміха означає покривання, рукоположення. Походить це слово від івритського кореня та слова самах (סמכ), що означає «покладатися на», у значенні «спиратися на», або «бути уповноваженим на». Буквальне значення слова «сміха» — «спиратися (руками)».

## Історія
Перше рукоположення на равінство та вирішення питань пов'язаних з юдейським правом описано в Торі (Старий Заповіт Біблії).
І вчинив Мойсей так, як заповідав йому Господь; узяв він Ісуса та й поставив його перед Єлеазаром священиком та перед усією громадою він поклав на нього руки й передав йому владу, як заповідав Господь через Мойсея. (Чис 27:22-23)
А Ісус Навин наповнивсь духом мудрости, бо Мойсей поклав був на нього свої руки; тож і слухали його сини Ізраїля і чинили, як заповідав Господь Мойсеєві. (Втор 34:9)

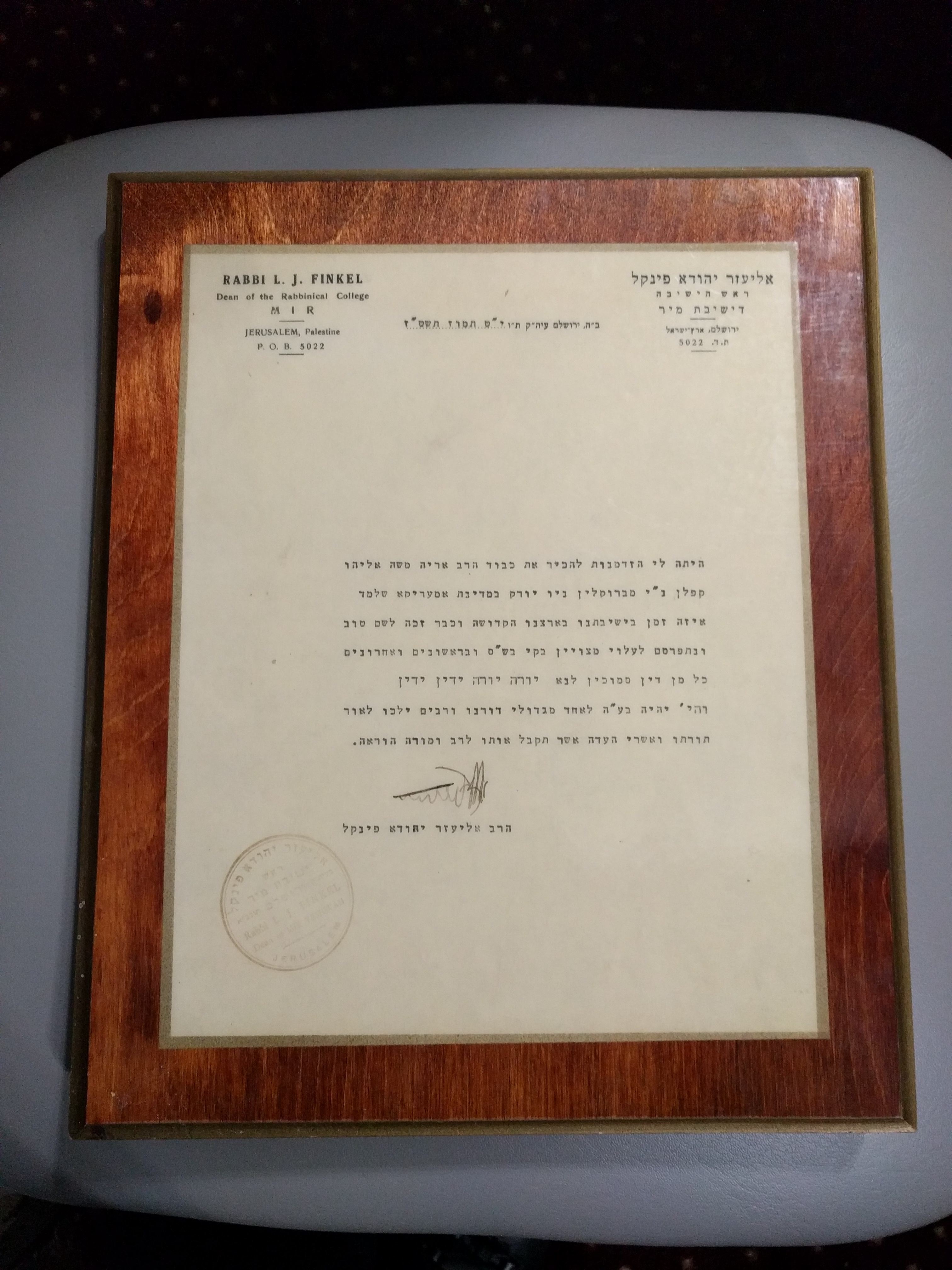
Сертифікат сміхи, рабина Ар'є Каплана.

З того часу століттями рабин-вчитель давав своїм найкращим учням право вирішувати всі питання, пов'язані з єврейським Законом, закріплювалося це право саме рукоположенням. Мудрець, який не отримав сміху, не має права вирішувати важливі питання. Зокрема, юдейський суд, який складається з таких мудреців, не може стягувати штрафи, вказані Торою. У Талмуді обговорюються подробиці цих обмежень.